# سلمان بن حمد آل خلیفه
سلمان بن حمد آل خلیفه (به عربی: سلمان بن حمد آل خلیفه) (زاده ۱۰ اکتبر ۱۸۹۴ – درگذشته ۲ نوامبر ۱۹۶۱) امیر سابق کشور بحرین می‌باشد. وی در ۱۹۴۲ در بحرین به قدرت رسید و در ۲ نوامبر ۱۹۶۱ درگذشت.